# Bučje (Pleternica)
Bučje je naselje u Požeško-slavonskoj županiji, u sastavu grada Pleternice.
Nalazi se 8 km južno od samog grada Pleternice. U selu je oko 110 kuća, ima crkvu, staru školu i igralište.  Selo je prometno povezano s Pleternicom i Požegom. Prevladava starija populacija.

## Stanovništvo
Prema popisu stanovništva iz 2011. godine u Bučju je živjelo 318 stanovnika.
| broj stanovnika | 296   | 326   | 349   | 449   | 504   | 570   | 577   | 609   | 588   | 594   | 593   | 523   | 452   | 364   | 338   | 318   | 253   |
|                 | 1857. | 1869. | 1880. | 1890. | 1900. | 1910. | 1921. | 1931. | 1948. | 1953. | 1961. | 1971. | 1981. | 1991. | 2001. | 2011. | 2021. |

## Poznate osobe
- Ivan Fadljević, hrvatski književnik, književni kritičar i novinar